# بچه فلش
گود کید فلش (به انگلیسی: Kid Flash) عنوان چندین شخصیت داستانی در کتاب‌های کامیک آمریکایی منتشر شده توسط دی‌سی کامیکس است که توسط جان بروم و کارمین اینفانتینو، به عنوان همتای جوانتر، شخصیت ابرقهرمان فلش، ساخته شده‌است. شخصیت‌های والی وست، آیریس وست آلن، بارت آلن تاکنون به عنوان بچه فلش ظاهر شده‌اند.